# Палеотипні гірські породи
Палеотипні гірські породи — вулканічні гірські породи, г.ч. ефузивні, що зазнали суттєвих змін внаслідок вторинних процесів (на відміну від добре збережених кайнотипних гірських порід). Внаслідок широкого розвитку вторинних мінералів змінюється зовн. вигляд порід, які втрачають блиск і стають матовими, зникає раковистий злам, кислі П.г.п. набувають рожевого відтінку, а основні — фіолетового або темно-зеленого. Внаслідок цих процесів П.г.п. незалежно від віку макроскопічно виглядають «давніми».